# Вольфскель, Пауль
Пауль Вольфскель (нем. Paul Friedrich Wolfskehl, 30 июня 1856, Дармштадт — 13 сентября 1906, Дармштадт) — врач, известен своим интересом к математике. Он завещал 100 000 марок (что эквивалентно 1 000 000 фунтов стерлингов в деньгах 1997 года) первому человеку, доказавшему Великую теорему Ферма.
Он был младшим из двух сыновей банкира Йозефа Карла Теодора Вольфскеля. Его старший брат, юрист Вильгельм Отто Вольфскель, возглавил семейный банк после смерти отца. С 1875 по 1880 год Пауль Вольфскель изучал медицину в университетах Лейпцига, Тюбингена и Гейдельберга. В 1880 году он получил докторскую степень в Гейдельбергском университете. Примерно в это же время он начал страдать от рассеянного склероза, что в конечном итоге вынудило его заняться другими делами. С 1880 по 1883 год изучал математику в университетах Бонна и Берна. В 1887 году он хабилитировался в Высшей технической школе Дармштадта и стал приват-доцентом по математике в университете.
Существует ряд теорий относительно происхождения премии. Самым романтичным является версия, по которой он был отвергнут молодой девушкой и решил покончить жизнь самоубийством, но его отвлекла, по его мнению, ошибка в статье Эрнста Куммера, который, в свою очередь, обнаружил ошибку в попытке Огюстена Коши доказать знаменитую проблему Ферма. Это возродило в нём волю к жизни, и в благодарность он учредил премию. Происхождение этой версии Филип Дэвис и Уильям Чинн в своей книге «3.1416 и всё это» 1969 года проследили до известного математика Александра Островского, который предположительно услышал её из другого, неустановленного источника. Другая, более прозаичная история гласит, что Вольфскель хотел оставить как можно меньше своей сварливой жене. Ещё одна история, рассказанная Полом Хоффманом в книге «Человек, который любил только цифры», рассказывает, что Пауль Вольфскель на самом деле пропустил предполагаемое время самоубийства, потому что он был в библиотеке, изучая теорему. Осознав это, он пришёл к выводу, что размышления о математике приносят больше удовольствия, чем о красивой женщине, поэтому решил не убивать себя. Он финансировал Теорему, потому что она «спасла ему жизнь». 27 июня 1997 года премию наконец получил Эндрю Уайлс. К тому времени, отчасти из-за гиперинфляции, которую пережила Германия после окончания Первой мировой войны, размер премии сократился до 30 000 фунтов стерлингов.
Пьеса Роберта Торогуда «Из абстракции» основана на жизни Вольфскеля. Она транслировалась на BBC Radio 4 1 ноября 2006 года и 29 августа 2008 года.